# روبرت براونينغ
روبرت براونينغ (بالإنجليزية: Robert Browning) (1812 ـ 1889) شاعر وكاتب مسرحي إنجليزي، ويعد من أشهر شعراء العصر الفيكتوري
ولد بروانينغ بضاحية كامبرويل بمدينة لندن في 7 مايو عام 1812م، وقد ورث روبرت عن والده الموظف ببنك إنجلترا ولعه بالكتب والمطالعة وقد قام والده بتعليمه اللغات اللاتينية واليونانية، ترك الدراسة وهو في سن الرابعة عشر وأستكمل تعليمه في المنزل حتى سن السادسة عشر حيث ألتحق بجامعة لندن ولكنه لم يتم عامه الأول حتى تركها.

## موهبته الشعرية
ظهرت موهبة بروانينغ الشعرية في سن مبكرة فقد كتب أول مجموعة شعرية صغيرة له في سن الخامسة بتشجيع من والدته ولكن عندما لم يجد دور نشر لأنتاجها قام بحرقها يائسا، ولكن أعماله لم تعرف ولم تشتهر فقد تجاهل النقاد والقرآء أعماله الأولى لغموضها ولشدة انغماس الشاعر بأحاسيسه الفردية، مثل مجموعته الشعرية «باراسيلسوس» 1835م ولم تحظ باهتمام النقاد، ومثلها مسرحيته الشعرية «سورديلو» 1840، وقد كانت أول قصيده نشرت له في عام 1833م وكانت باسم «بولين» وشن الكاتب جوت ستيوارت ميل هجوما عبيه ووصفها بأنها كئيبة ونرجسية، وكان لنقد جون ستيوارت دورا كبيرا في تغيير طريقة كتابة بروانينغ واهتمامه بآراء النقاد والدارسين أكثر من اهتمامه برغبات عامة القراء، واتجه إلى أسلوب الحوار الفردي المسرحي (المونولوج)حيث تلقي القصيدة إحدى الشخصيات المسهمة في الأحداث، وقد ترك هذا الأسلوب أكبر الأثر في الشعر الحديث، وقد لاقت مجموعته الشعرية «الأجراس والرمان» (1841- 1846) التي تلت أعماله الأولى والتي تبدي اختلافاً في أسلوبه، شهرة واسعة وخاصة قصائده «دوقتي الأخيرة»، و«مناجاة الدير الإسباني» و«الأسقف يأمر بتحضير قبره».
ثم توالت قصائد براوننغ ومسرحياته تباعاً إذ كان نتاجه الأدبي غزيراً إلى درجة ضاهت إنتاج شكسبير لكن بقي الغموض يميز أسلوبه، في عام 1855م ظهرت مجموعته الشعرية «رجال ونساء» وفيها القصيدة المشهورة «جاء الطفل رولاند إلى البرج المظلم»، ونشر بعد عودته إلى إنجلترة مجموعة جديدة من القصائد المسرحية تحت عنوان «شخصيات مسرحية» جاءت فيها أجمل قصائده مثل قصيدة «موت في الصحراء» ولكن أهم أعماله كما يتفق النقاد هي مجموعة قصائده المسرحية الضخمة «الخاتم والكتاب» (1868- 1869)التي نشرت في أربعة مجلدات والتي تلخص فكر براوننغ وأسلوبه وتظهر مكنونات النفس البشرية.
إن موقف براوننغ من عمله موقف علماني ودنيوي، ولعل هذه الدنيوية لدى براوننغ هي سبب تزايد عدد قرائه في هذا العصر، أما مايتصل بالتقنية واللهجة والمضمون فقد تنبأ براوننغ في شعره بمعظم اهتمامات القرن العشرين وخياراته، فشعره يوضح أن معرفته واسعة تذهل القارئ وتثير حيرته أحياناً.

## قصة حبه
عندما نشرت الشاعرة إليزابيث باريت مجموعتها الشعرية في عام 1844 وجذبت اهتمام واعجاب النقاد وأيضا اعجاب بروانينغ ولكنه لم يظهر ذلك في ظل احباطه من عدم التفاف النقاد اليه، ولكن كانت اليزابيث معجبة بأشعار بروانينغ وحاولت مساعدته حين ضمنت في مجموعتها «خطوبة الليدي جيرالدين» نصيحة موجهة إلى البطل أن ينشد لحبيبته واحدة من قصائد براوننغ في ديوانه «نواقيس ورمان»، لأن الرمّان كلما قطع أعمق في لبه، يظهر قلبا له أوردة تكتسب لونا من دم البشر.
وبعد أن يلاحظ بروانينغ هذه اللفتة النبيلة من زميلته الشاعرة يقرر ان يراسلها فيبدأ في 10 يناير عام 1845م كتابة رسالته الأولى لها معترفا فيها بحبه وإعجابه لقصائدها ولها شخصيا، وتستمر المراسلات بينهما، حتى استطاع زيارتها في منزلها لأنها كانت مريضة وطريحة الفراش مصارحا لها بحبه حتى بعد أن رآها، ولكن والدها سرعان ما يدرك نشأة علاقة حب بينهما خاصة مع تحسن صحتها، ويقرر ان يمنع هذا الأمر فيعلن سفر الأسرة إلى الريف في محاولة للتفريق بينهما، يقرر بعدها بروانينغ واليزابيث الزواج سرا وتم ذلك في 2 سبتمبر عام 1846م ويهربا بعدها إلى باريس
وعُرف الاثنان بآرائهما التحررية الليبرالية وعدم امتداح الامبراطورية أو مداهنة الأسرة المالكة، واستقرا في فلورنسا حتى وفاة زوجته في 29 يونيو عام 1861م فعاد براونينغ إلى إنجلترة.
توفي براوننغ في 12 ديسمبر عام 1889م في مدينة فينسيا ودفن في زاوية الشعراء في دير ويست مينستر

## روابط خارجية
- روبرت براونينغ على موقع IMDb (الإنجليزية)
- روبرت براونينغ على موقع الموسوعة البريطانية (الإنجليزية)
- روبرت براونينغ على موقع ميوزك برينز (الإنجليزية)
- روبرت براونينغ على موقع قاعدة بيانات برودواي على الإنترنت (الإنجليزية)
- روبرت براونينغ على موقع إن إن دي بي (الإنجليزية)
- روبرت براونينغ على موقع ديسكوغز (الإنجليزية)
- روبرت براونينغ على موقع قاعدة بيانات الفيلم (الإنجليزية)